# Bradysia distincta
Bradysia distincta är en tvåvingeart som först beskrevs av Rasmus Carl Staeger 1840.  Bradysia distincta ingår i släktet Bradysia och familjen sorgmyggor.
Artens utbredningsområde är Danmark. Arten är reproducerande i Sverige. Inga underarter finns listade i Catalogue of Life.